# 中尾美晴
中尾 美晴（なかお みはる、2001年7月24日 - ）は、日本の元女性タレント。
大阪府出身。NEWSエンターテインメントに所属していた。
NHK教育『大!天才てれびくん』2013年度てれび戦士として知られている。

## 略歴
NEWSエンターテインメントに所属し、芸能界デビュー。組曲Autumn&Winterファッショングランプリ受賞。2013年4月、『大!天才てれびくん』てれび戦士に。

## 出演

### バラエティ
- 大!天才てれびくん（2013年 - 2014年、NHK教育）てれび戦士
- ウラマヨ!（関西テレビ放送）

### その他のテレビ番組
- 突撃!まなべるトラベル なにわキッズの社会見学SP（読売テレビ）
- ハピキッズ!USJ（テレビ大阪）レギュラー
- 夢の扉を開けよう!（J:COM）
- ギャクテン教室!（2013年8月19日、NHK総合）

### 映画
- 本能寺ホテル（2017年）

### 舞台
- ブライトン物語 老婆 役
- セロ弾きのゴーシュ 狸 役
- 雲のむこうに虹がある ミハル 役
- 天使の休日 ソニア 役
- 天使宣言 天使ルウルウ 役
- 大!天才てれびくんスペシャル パズルの迷宮とゼロの秘宝（2014年1月11日、パルテノン多摩）

### CM
- マクドナルド、ハッピーセット ちびまる子ちゃん
- マクドナルド、ハッピーセット カンフーパンダ2
- 大阪市交通局、それいけ!OSAKAはっけん隊「サービスマネージャー篇」
- 日立 ｢つくろう｣IT篇 小学生 役
- 組曲 スプリングカタログスチール
- 第一ゼミナール スチールモデル

### イベント
- 名古屋キッズコレクション

### CD
- NHK 大!天才てれびくん MTK the 18th
- 大！天才てれびくん　告白